# Ugine (Dranse d'Abondance)
Pour les articles homonymes, voir Ugine (homonymie).
L'Ugine est une rivière française du département Haute-Savoie de la région Auvergne-Rhône-Alpes, en Chablais français et un affluent droit de la Dranse d'Abondance, c'est-à-dire un sous-affluent du Rhône.

## Géographie
De 11,7 kilomètres de longueur, l'Ugine prend sa source sur la commune de Bernex à 1 750 mètres d'altitude, au sud du Château d'Oche.
Il coule globalement du l'est vers l'ouest dans le Chablais français.
Il conflue en rive droite - donc au nord - de la Dranse d'Abondance, sur la commune de Vinzier, à 829 mètres d'altitude, à la limite de Chevenoz, entre les lieux-dits la Baume et Les Chatelards, juste après un barrage et une usine électriique, reliée par une galerie souterraine EDF.

### Communes et cantons traversés
Dans le seul département de la Haute-Savoie, l'Ugine traverse quatre communes et deux cantons :
- dans le sens amont vers aval : Bernex (source) Saint-Paul-en-Chablais, Chevenoz, Vinzier (confluence).

Soit en termes de cantons, l'Ugine prend source et conflue dans le canton d'Évian-les-Bains, et traverse le canton d'Abondance, le tout dans l'arrondissement de Thonon-les-Bains.

### Toponyme
L'Ugine, hydronyme, a un toponyme homonyme dans le département voisin de la Savoie : la commune d'Ugine.

### Bassin versant
La superficie du bassin versant Le torrent de la Dranse de sa source à la Dranse de Morzine (V031) est de 209 km2. L'Ugine draine une partie des eaux du plateau de Gavot. L'Ugine fait partie du bassin dit de la Basse Dranse de 70 km2 de superficie et de l'impluvium des eaux minérales d'Evian.

### Organisme gestionnaire
L'organisme gestionnaire est le SIAC ou syndicat intercommunal d'Aménagement du Chablais.

## Affluents
L'Ugine a deux affluents référencés :
- le ruisseau des Plénets ou ruisseau des Lanches (rd), 4,3 km, sur les deux communes de Bernex et Thollon-les-Memises.
- le ruisseau des Pellys (rg), 1,6 km, sur la seule commune de Bernex.

### Rang de Strahler
Le rang de Strahler est donc de deux.

## Aménagements et écologie
Une prise d'eau sur l'Ugine est dérivée sur la prise d'eau des Châtelards pour un turbinage dans l'usine de Bioge sur la commune de Vinzier, à la confluence de la Dranse de Morzine et de la Dranse d'Abondance.
Les deux STEP ou station de traitement et d'épuration des deux premières communes Bernex (4 000 EH), et de Saint-Paul-en-Chablais STEP du Bochet (unité ancienne et mal connue) dégradent, en 2009, la qualité physico-chimique.
Le plateau de Gavot est une zone Natura 2000, de 165 ha 46° 22′ 37″ nord, 6° 39′ 19″ est.

### Pêche
Comme les dranses et leurs affluents, l'Ugine est un cours d'eau de première catégorie. La truite fario est donc recherchée par les pêcheurs.